# جیگمه دورجی وانگچوک
جیگمه دورجی وانگچوک (دزونگخا: འབྲུག་རྒྱལ་པོ་ འཇིགས་མེད་རྡོ་རྗེ་དབང་ཕྱུག་མཆོག་ , ۲ مه ۱۹۲۸ – ۲۱ ژوئیه ۱۹۷۲) سومین پادشاه بوتان بود.
او آغاز به گشودن بوتان به روی جهان خارج کرد، روند نوین‌سازی را آغاز کرد و اولین گام را به سمت مردم‌سالاری در بوتان را برداشت.

## سلطنت

### پدر بوتان امروزی
در طول ۲۰ سال سلطنت او که در ژوئیهٔ ۱۹۷۲ به پایان رسید، دگرگونی بنیادینی در ساختار اجتماعی بوتان آغاز شد. وانگچوک نه‌تنها ساختار جامعه و حکومت را بازسازی کرد، بلکه حاکمیت و امنیت کشور را نیز تحکیم بخشید. او با جذب کمک‌های مالی بین‌المللی، منابع لازم را بسیج کرد. راهبرد او این بود که با گسترش روابط با کشورهای دیگر، دامنهٔ منابع کمک‌رسانی را وسعت دهد. بوتان در سال ۱۹۶۲ برای دریافت کمک‌های بین‌المللی به طرح کلمبو پیوست. با این حال، هند به اصلی‌ترین منبع کمک‌های مالی و فنی بدل شد. وانگچوک برنامه‌ریز زیرک و آینده‌نگری بود، زیرا کشور را به‌سوی امروزی‌سازی هدایت کرد بی‌آن‌که به فرهنگ و سنن آن لطمه‌ای وارد شود. او روش‌ها و فناوری‌های نوین را برای پاسداشت و ترویج فرهنگ بوتان به کار گرفت و هم‌زمان دانش و فناوری غربی را نیز معرفی کرد. وانگچوک در این بخش از جهان، پیشگامی در حفاظت از محیط زیست بود؛ پناهگاه ماناس که در سال ۱۹۶۶ تأسیس شد، از نخستین نمونه‌ها در منطقه به شمار می‌رود.

### اصلاحات سیاسی و اجتماعی
در آن زمان در بوتان گروه‌هایی از کارگران نیمه‌بند وجود داشتند که برای خانواده‌های اشرافی و سرشناس در زمین‌هایشان کار می‌کردند و در برابر آن، خوراک، جای خواب و لباس دریافت می‌کردند. به‌محض آن‌که وانگچوک به سلطنت رسید، این کارگران در اراضی سلطنتی به‌جای کارگر اجباری، به رعایا و کشاورزان بهره‌بردار تبدیل شدند. سپس در مناطق دیگر کشور، به‌ویژه در شرق بوتان که تمرکز این کارگران بیشتر بود، وضعیت مشابهی اجرا شد. در سال ۱۹۵۳، او مجلس ملی بوتان را در دژ پوناخا بنیان نهاد. برای نخستین‌بار، بزرگان از بخش‌های مختلف کشور دعوت شدند تا نگرانی‌ها، اندیشه‌ها و راهکارهای خود را برای آینده بیان کنند. این مجمع همچنین بستری بود برای پادشاه تا چشم‌انداز کلان خود را برای آیندهٔ بوتان ارائه دهد.
پس از تأسیس مجلس ملی، وانگچوک مجموعه‌ای از قوانین پیشرو را برای پادشاهی تدوین کرد. این قوانین حوزه‌های اساسی زندگی مردم، از جمله زمین، دام، ازدواج، ارث و دارایی را پوشش می‌دادند. قانون جامع «تْریم‌ژونگ چِنمو» در سال ۱۹۵۹ به تصویب مجلس ملی رسید. این قوانین ساختاری درونی، منسجم و هم‌راستا با واقعیت‌های رو به تحول داشتند و آرمان جامعه‌ای مبتنی بر قانون را بازتاب می‌دادند. برای اجرای این قوانین، دستگاه قضایی ایجاد شد. ابتدا با گماردن قضات در شهرستان‌ها و سپس تأسیس دادگاه عالی در سال ۱۹۶۸. این اصلاحات اداری و اجتماعی پیش از هر برنامهٔ نوسازی اقتصادی صورت گرفتند. در سال ۱۹۵۵، پادشاه تبدیل مالیات کالایی به مالیات نقدی را با ارزیابی زمین‌ها آغاز کرد؛ اقدامی بنیادی در آن زمان. ارتش سلطنتی بوتان نیز به‌طور رسمی در سال ۱۹۶۳ تأسیس شد. از آن پس، حقوق همهٔ مقام‌ها به‌جای کالا، نقدی پرداخت می‌شد و عناوین اداری جدیدی شکل گرفت. همچنین در سال ۱۹۶۸ وزارت‌خانه‌های تازه‌ای تأسیس شدند.

### فرهنگ و آموزش
پادشاه توجه ویژه‌ای به پاسداشت فرهنگ بوتان داشت تا این کشور همواره به‌عنوان یک ملت با هویت فرهنگی متمایز، به‌ویژه فرهنگ بودایی پویا، پابرجا بماند. او سازه‌های مذهبی بودایی از جمله تندیس بزرگ بودا در نزدیکی ساختمان پارلمان در تیمفو، و نسخه‌های نفیس از متون مذهبی چون «کنگیور» و «تنگیور» را سفارش داد. در سال ۱۹۶۷، مؤسسهٔ زبان و مطالعات فرهنگی (سیمتوخا ریگژونگ لوبدرا) را برای تربیت نسل جدیدی از پژوهشگران سنتی بنیان نهاد. شمار راهبان نیز در بسیاری از نهادهای مذهبی در زمان او افزایش یافت. در دوران سلطنت او، قواعد آوایی، نحوی و دستوری زبان دزونگخا به‌صورت نظام‌مند تدوین شد.
برای ترویج فرهنگ و سنت‌ها در مدارس و آموزش علوم انسانی و طبیعی، پادشاه آموزش نوین را به‌طور گسترده راه‌اندازی کرد. دو مدرسهٔ مهم دولتی، یکی در یانگچن‌فوگ در غرب بوتان (۱۹۶۹) و دیگری در کانگلونگ در شرق (۱۹۶۸) تأسیس شدند. همچنین برای بهبود تغذیه و ایجاد درآمد از باغداری، اداره‌ای برای کشاورزی تأسیس شد. خدمات بهداشتی رایگان نیز بنیان نهاده شد.

### توسعه زیرساخت‌ها
نوسازی زیرساخت‌های بوتان در زمینه‌های حمل‌ونقل، ارتباطات، آموزش، سلامت و کشاورزی زمانی آغاز شد که هند آمادگی کمک یافت. با آن‌که هند در سال ۱۹۴۷ استقلال یافت، در ابتدا توان کمک به بوتان را نداشت. وانگچوک در سال ۱۹۵۴ به‌طور رسمی به هند سفر کرد. سفر تاریخی جواهر لعل نهرو، نخست‌وزیر وقت هند، به بوتان در سپتامبر ۱۹۵۸ نقطهٔ عطفی بود. پس از آن، پادشاه وانگچوک سفرهای مکرری به هند داشت. یک سال بعد از سفر نهرو، توسعهٔ زیرساخت‌های مدرن بوتان با کمک هند آغاز شد. هرچند راه‌سازی در ۱۹۵۹ آغاز شده بود، اما از سال ۱۹۶۱ و با اجرای نخستین برنامهٔ پنج‌ساله، به‌شکل سامان‌مند ادامه یافت. این برنامه شامل ساخت ۱۷۷ کیلومتر جاده، ۱۰۸ مدرسه، سه بیمارستان و ۴۵ درمانگاه بود. در همان سال، جادهٔ موتوری به تیمفو رسید. اندیشهٔ برنامه‌ریزی پنج‌ساله برای آیندهٔ اقتصادی کشور از همان زمان آغاز شد. تا پایان سلطنت وانگچوک، بیش از ۱۲۰۰ کیلومتر جاده در سراسر کشور ساخته شده بود. آخرین سفر او به مناطق مرکزی کشور برای گشایش بزرگ‌راه «ژونگلام» میان وانگدو فودرانگ و ترونگسا در سال ۱۹۷۱ انجام شد.

### روابط خارجی
اولویت نخست پادشاه، ادامهٔ تعمیق روابط عالی با هند بود. اولویت دوم، گسترش روابط با دیگر کشورها بود. او تمایل داشت روابط اقتصادی نزدیکی با بنگلادش برقرار کند. بوتان نخستین کشوری بود که پس از هند، استقلال بنگلادش را به‌رسمیت شناخت. یکی از رویدادهای مهم در دوران او، عضویت بوتان در سازمان ملل متحد در سال ۱۹۷۱ بود، که این کشور به‌عنوان صد و بیست و پنجمین عضو پذیرفته شد.

## مرگ
وانگچوک از بیماری قلبی مزمن رنج می‌برد و نخستین حملهٔ قلبی‌اش را در ۲۰ سالگی تجربه کرد. در ژوئیهٔ ۱۹۷۲ برای درمان به نایروبی رفت، اما در همان سفر ناگهان درگذشت. پیکر او سپس به بوتان منتقل شد و در آن‌جا سوزانده شد.